# Drosophila curviceps
Drosophila curviceps este o specie de muște din genul Drosophila, familia Drosophilidae, descrisă de Toyohi Okada și Syo Kurokawa în anul 1957. Conform Catalogue of Life specia Drosophila curviceps nu are subspecii cunoscute.